# Elijah Krahn
Elijah Akwasi Krahn (Hamburg, 24 augustus 2003) is een Duits voetballer die doorgaans als verdedigende middenvelder speelt. In juni 2024 maakte hij de overstap van Hamburger SV naar 1. FC Saarbrücken.

## Clubloopbaan

### Jeugd
Krahn begon met voetballen bij SC Concordia Hamburg. Hij kreeg op jonge leeftijd een aanbod van zowel Hamburger SV als FC St. Pauli. Hij koos in 2015 uiteindelijk voor de jeugdacademie van Hamburger SV. Hij doorliep alle jeugdelftallen en maakte op 9 maart 2018 zijn debuut in de onder 17 tijdens de met 2-5 gewonnen uitwedstrijd tegen Tennis Borussia Berlin. In het seizoen 2019/20 werd hij aanvoerder van dit elftal en speelde hij tot de gedwongen stop als gevolg van de maatregelen tegen COVID-19 bijna alle competitiewedstrijden mee. Na 20 wedstrijden en drie doelpunten maakte Krahn in het seizoen 2020/21 de overstap naar de onder 19. Hij speelde in de onder 17 samen met onder andere Valon Zumberi en Bent Andresen. In zijn eerste seizoen in de onder 19 speelde hij drie wedstrijden omdat wegens COVID-19 de competitie wederom werd. In het seizoen 2021/22 speelde hij elf wedstrijden en droeg hij in de meeste hiervan de aanvoerdersband. Naast deze wedstrijden maakte hij in dit seizoen zijn debuut bij het eerste elftal in de 2. Bundesliga en speelde hij af en toe mee met het tweede elftal. Eind 2021 tekende Krahn een zogenaamd ontwikkelingscontract dat omgezet zou worden naar een profcontract indien hij aan bepaalde voorwaarden ging voldoen.

### Hamburger SV
Krahn maakte op 11 december 2021 zijn debuut in het tweede elftal tijdens de thuiswedstrijd in de Regionalliga Nord in de thuiswedstrijd tegen FC Teutonia Ottensen. Tijdens de play-off wedstrijd tegen VfB Oldenburg stond hij voor de eerste keer in de basisopstelling. In het daaropvolgende seizoen bleef zijn inzet wegens verschillende blessures beperkt tot een zestal wedstrijden waarbij hij maar twee keer de volledige 90 minuten volmaakte. Op 11 november 2021 maakte Krahn tijdens de met 7-4 gewonnen oefenwedstrijd tegen FC Nordsjælland zijn officieuze debuut bij het eerste elftal. Een paar weken later op 28 november 2021 haalde trainer Tim Walter hem voor de thuiswedstrijd tegen FC Ingolstadt 04voor de eerste keer bij de wedstrijdselectie voor een officiële wedstrijd. Hij kwam niet in actie. In de 21e competitieronde op 6 februari 2022 maakte Krahn tijdens de met 0-5 gewonnen uitwedstrijd tegen SV Darmstadt 98 zijn debuut. In het Merck-Stadion am Böllenfalltor kwam hij in de 86e minuut in het veld voor David Kinsombi. Twee minuten later gaf hij een assist op Robert Glatzel die het vijfde Hamburger doelpunt maakte. In maart 2022 tekende Krahn zijn eerste profcontract tot 2024. Begin juli 2022 raakte hij ernstig geblesseerd aan zijn syndesmose waardoor hij de laatste wedstrijden van het seizoen 2021/22 niet inzetbaar was.
Deze blessure zorgde ervoor dat Krahn ontbrak tijdens de voorbereiding op het seizoen 2022/23 en hij de eerste competitiewedstrijden niet opgesteld kon worden. Begin augustus trainde hij voor de eerste keer weer met de eerste selectie mee. Op 27 augustus 2022 zat hij tijdens de uitwedstrijd tegen 1. FC Nürnberg bij de wedstrijdselectie maar kwam niet tot spelen. Op 18 oktober maakte hij zijn comeback en maakte zijn eerste speelminuten tijdens de 2e ronde van de DFB-Pokal in de uitwedstrijd tegen RB Leipzig. In de met 4-0 verloren wedstrijd kwam hij in de Red Bull Arena in de 74e minuut in het veld voor Ludovit Reis. Kort daarop raakte hij wederom geblesseerd. Dit keer scheurde hij zijn binnenste knieband. Begin januari 2023 stond hij weer op het veld waarna hij na twee trainingen zijn kruisband nogmaals scheurde.
Op 8 april 2023 maakte hij zijn tweede comeback tijdens de met 6-1 gewonnen thuiswedstrijd tegen Hannover 96. Hij kwam in de 79e minuut in het veld voor László Bénes. Op 29 april liet trainer Walter hem vanwege een schorsing van Jonas Meffert tijdens de met 3-2 verloren uitwedstrijd tegen 1. FC Magdeburg voor de eerste keer in de basis starten tijdens een competitiewedstrijd. In de 76e minuut werd hij gewisseld tegen Anssi Suhonen. Ondanks alle blessureleed verlengde Hamburger SV in mei 2023 zijn contract tot juni 2025. In het seizoen 2023/24 wist Krahn zich tijdens de voorbereiding bij de eerste selectie te spelen. In de competitie bleef zijn inzet beperkt tot een paar korte invalsbeurten. In de DFB-Pokal kreeg hij meer speeltijd. Hij deed mee in de gewonnen wedstrijden tijdens zowel de eerste ronde tegen Rot-Weiss Essen als de tweede ronde tegen Arminia Bielefeld. Aan het einde van het seizoen besloot hij zijn loopbaan voort te zetten bij het in de 3. Liga spelende 1. FC Saarbrücken.

### 1 FC Saarbrücken
In de zomer van 2025 tekende Krahn een contract tot 2026 voor de club uit de stad Saarbrücken. Op 2 augustus maakte hij onder trainer Rüdiger Ziehl zijn basisdebuut in de uitwedstrijd tegen 1860 München. Tot aan de winterstop stond hij regelmatig in de basis maar het gelukte hem niet om een vaste waarde te worden. 

## Clubstatistieken
| Seizoen                         | Club              | Competitie      | Competitie | Competitie | Beker | Beker | Internationaal | Internationaal | Overig | Overig | Totaal | Totaal |
| Seizoen                         | Club              | Competitie      | Wed.       | Dlp.       | Wed.  | Dlp.  | Wed.           | Dlp.           | Wed.   | Dlp.   | Wed.   | Dlp.   |
| ------------------------------- | ----------------- | --------------- | ---------- | ---------- | ----- | ----- | -------------- | -------------- | ------ | ------ | ------ | ------ |
| 2021/22                         | Hamburger SV      | 2. Bundesliga   | 1          | 0          | 0     | 0     | 0              | 0              | 13     | 0      | 14     | 0      |
| 2022/23                         | Hamburger SV      | 2. Bundesliga   | 4          | 0          | 1     | 0     | 0              | 0              | 6      | 0      | 11     | 0      |
| 2023/24                         | Hamburger SV      | 2. Bundesliga   | 3          | 0          | 2     | 0     | 0              | 0              | 1      | 0      | 6      | 0      |
| 2024/25                         | 1. FC Saarbrücken | 3. Liga         | 16         | 0          | 1     | 0     | 0              | 0              | 2      | 0      | 19     | 0      |
| Carrière totaal                 | Carrière totaal   | Carrière totaal | 24         | 0          | 4     | 0     | 0              | 0              | 22     | 0      | 50     | 0      |
| Bijgewerkt tot 25 december 2024 |                   |                 |            |            |       |       |                |                |        |        |        |        |

- In het seizoen 2024/25 speelde Krahn namens 1. FC Saarbrücken twee wedstrijden in de Saarlandpokal.

## Interlandloopbaan
Krahn kwam uit voor diverse Duitse jeugdelftallen waarbij hij begin 2019 met Duitsland -16 mee op trainingskamp naar Spanje waarna hij voor de vriendschappelijke wedstrijd tegen zijn Italiaanse leeftijdsgenoten werd geselecteerd. Op 23 maart 2019 maakte Krahn zijn debuut voor dit Duits jeugdelftal. In de met 2-0 verloren uitwedstrijd tegen Italië begon hij in de basis en werd in de 67e minuut gewisseld. Bondscoach Christian Wück selecteerde Krahn voor Duitsland -17 voor de eerste drie in Griekenland gespeelde kwalificatiewedstrijden richting het Europees kampioenschap in Estland. Krahn kwam alle drie wedstrijden in actie. Als gevolg van de maatregelen tegen COVID-19 werden de kwalificatiewedstrijden vanaf maart 2020 stopgezet en werd het eindtoernooi niet gespeeld. Krahn speelde 7 wedstrijden voor verschillende Duitse jeugdteams. Hierin wist hij niet te scoren. Hij speelde hierbij samen met onder andere Florian Wirtz, Armindo Sieb, Youssef Amyn en Tim Rossmann.

### Interlandstatistieken
| Jeugdinterlands van Elijah Krahn voor Duitsland | Jeugdinterlands van Elijah Krahn voor Duitsland | Jeugdinterlands van Elijah Krahn voor Duitsland | Jeugdinterlands van Elijah Krahn voor Duitsland | Jeugdinterlands van Elijah Krahn voor Duitsland | Jeugdinterlands van Elijah Krahn voor Duitsland |
| №                                               | Datum                                           | Wedstrijd                                       | Uitslag                                         | Soort Wedstrijd                                 | Doelpunten                                      |
| Als speler bij Onder-16                         | Als speler bij Onder-16                         | Als speler bij Onder-16                         | Als speler bij Onder-16                         | Als speler bij Onder-16                         | Als speler bij Onder-16                         |
| ----------------------------------------------- | ----------------------------------------------- | ----------------------------------------------- | ----------------------------------------------- | ----------------------------------------------- | ----------------------------------------------- |
| 1.                                              | 23 maart 2019                                   | Italië – Duitsland                              | 2 – 0                                           | Vriendschappelijk                               | 0                                               |
| 2.                                              | 25 maart 2019                                   | Italië – Duitsland                              | 0 – 0                                           | Vriendschappelijk                               | 0                                               |
| 3.                                              | 28 mei 2019                                     | Duitsland – Frankrijk                           | 3 – 0                                           | Vriendschappelijk                               | 0                                               |
| Als speler bij Onder-17                         |                                                 |                                                 |                                                 |                                                 |                                                 |
| 1.                                              | 13 november 2019                                | Kazachstan – Duitsland                          | 0 – 5                                           | EK-kwalificatie                                 | 0                                               |
| 2.                                              | 16 november 2019                                | Azerbeidzjaan – Duitsland                       | 0 – 2                                           | EK-kwalificatie                                 | 0                                               |
| 3.                                              | 19 november 2019                                | Griekenland – Duitsland                         | 0 – 2                                           | EK-kwalificatie                                 | 0                                               |
| Als speler bij Onder-19                         |                                                 |                                                 |                                                 |                                                 |                                                 |
| 1.                                              | 11 mei 2022                                     | Denemarken – Duitsland                          | 0 – 0                                           | Vriendschappelijk                               | 0                                               |
| Bijgewerkt tot 2 december 2023                  |                                                 |                                                 |                                                 |                                                 |                                                 |

## Persoonlijk
Krahn heeft vier zussen en groeide op in het Oosten van Hamburg waar hij na schooltijd regelmatig op straat voetbalde. Hij speelde daar samen met onder andere Christian Conteh, Derrick Köhn en Aaron Opoku.